# NGC 1199
NGC 1199 (други обозначения – MCG -3-8-67, HCG 22A, PGC 11527) е елиптична галактика (E3) в съзвездието Еридан.
Обектът присъства в оригиналната редакция на „Нов общ каталог“.